# 倒壊する巨塔 (テレビドラマ)
『倒壊する巨塔－アルカイダと「9.11」への道』はローレンス・ライトによる小説『倒壊する巨塔』に基づくテレビドラマ・ミニシリーズであり、2018年2月28日にHuluで公開された。10話からなるシリーズは、ダン・フッターマン、アレックス・ギブニー、そしてライトらが創作および製作総指揮を担当した。フッターマンはショーランナーを務め、ギブニーは第一話の監督も務めた。シリーズにはジェフ・ダニエルズ、タハール・ラヒム、レン・シュミット、ビル・キャンプ、ルイス・キャンセルミ、ヴァージニア・カル、エラ・レイ・ペック、サリヴァン・ジョーンズ、マイケル・スタールバーグ、ピーター・サースガードらが出演した。

## 概要
本シリーズは、1990年代末の迫りくるウサーマ・ビン・ラーディンとアルカーイダの危険と、FBIとCIAのライバル関係が2001年のアメリカ同時多発テロ事件を意図せず招いてしまう過程を描く。シリーズではそれぞれFBIとCIAの対テロ部門であるニューヨークのI-49部門とワシントンD.C.のアレック支局のメンバーが情報の所有権を求めて争いながら世界中を飛び回りながら、同じ目標に向かっているように見える、米国本土への差し迫った攻撃を防ごうとする姿を描いている。実在の人物に、実在の人物をモデルとした架空の人物を加え、ドラマにニュースフィルムを交えた構成となっている。
Huluオリジナル作品として製作・公開されたが、日本ではAmazonプライム・ビデオにて配信された。

## キャスト

### メイン
- ジョン・オニール
  - 演：ジェフ・ダニエルズ
  - I-49として知られるニューヨークのFBI対テロセンターのチーフ。米国がアルカイーダによる攻撃の標的にされていると家訓進しているが、他の連邦機関、特にCIAからの敵意に直面している。
- アリ・スーファン（英語版）
  - 演：タハール・ラヒム
  - ジョン・オニールのI-49対テロ部隊に属するムスリムでレバノン系アメリカ人FBI捜査官で、実質的にオニールの弟子になる。スーファンはアメリカ合衆国の敵によるイスラム教の曲解に怒りを覚え、アルカイーダを狩り立ててテロを防ぐためにテロリストの集まる場所に潜入するほどだった。
- ダイアン・マーシュ
  - 演：レン・シュミット（英語版）
  - マーティン・シュミットの下で働くCIA分析官。シュミット同様に、CIAだけがテロリストの攻撃に対抗できる独自の立場にあると信じており、そのためにFBIに対して情報を隠蔽することを決意する。このキャラクターはアルフレーダ・フランセス・ビコウスキー（英語版）を含む、CIAの少なくとも3名の人物をもとにしている[2]。
- ロバート・チェズニー
  - 演：ビル・キャンプ
  - ニューヨークの対テロ部隊のベテランFBI捜査官。引退間際の彼は、その尋問技術を駆使してテロリストの脅威と戦うために容疑者から重要な情報を引き出している。チェズニーは主要登場人物の中でも最も複合的なキャラクターだと言われている。スーファンはチェズニーを「少なくとも4人」の組み合わせだとコメントしている[2]。
- ヴィンス・スチュアート
  - 演：ルイス・キャンセルミ（英語版）
  - CIAのアレック支局に派遣されるFBI捜査官。スチュアートの任務はFBIがCIAと同じ情報を全て受け取るようにすることである。CIAでのスチュアートの存在には激しい不信感が持たれている。このキャラクターはFBI捜査官のマーク・ロッシーニ（英語版）をもとにしている[2]。
- キャシー・ショウネッシー
  - 演：ヴァージニア・カル（英語版）
  - フロイド・ベネットとともに働くI-49対テロ部隊のFBI捜査官。
- ヘザー
  - 演：エラ・リー・ペック（英語版）
  - スーファンと付き合うようになるオハイオ州出身の特別教育教師。二人のデートは毎度FBIでの任務によって中断され、ヘザーはスーファンの仕事の秘密性と危険さが二人の関係における乗り越えるべき困難な障害だと考えている。
- フロイド・ベネット
  - 演：サリヴァン・ジョーンズ
  - キャシー・ショウネッシーとともに働くI-49対テロ部隊のFBI捜査官。以前はニューヨーク州警察（英語版）のSWAT隊員だった。
- リチャード・クラーク（英語版）
  - 演：マイケル・スタールバーグ
  - 安全保障、インフラ保護およびテロ対策についての国家調整官であり、アメリカ国家安全保障会議の主席テロ対策アドバイザー。
- マーティン・シュミット
  - 演：ピーター・サースガード
  - CIA対テロ・センター（英語版）の一部門であるアレック支局（英語版）のチーフ。シュミットは、潜在的なテロリストの脅威と戦う準備ができている機関はCIAだけだと信じて、オニールに情報を差し控えることを決定したことで、オニールと対立する。このキャラクターはCIA職員のマイケル・ショイヤー（英語版）をもとにしている[2]。

### リカーリング
- モーリーン（演：ジェニー・ポール）：アレック支局に勤務するCIA分析官。
- リー（演：エリカ・チョー）：アレック支局に勤務するCIA分析官。
- ジュディス（演：シャロン・ワシントン）：アレック支局に勤務するCIA分析官。
- エイミー（演：ケイティ・フラヒヴ）：アレック支局に勤務するCIA分析官。
- トニ＝アン・マリーノ（演：ジェイミー・ニューマン（英語版））：ヴィンス・スチュアートとともにアレック支局に派遣されるオニールのI-49テロ対策部隊のFBI捜査官。
- カリード・アル＝ミダール（英語版）（演：タウフィーク・バルホーム（英語版））：9.11攻撃の一部としてペンタゴンに墜落したアメリカン航空77便の5人のハイジャック犯の1人。
- ワリード・ビン・アタッシュ（英語版）（演：サメール・ビシャラット）：1998年の東アフリカ大使館爆破事件と、米艦コール襲撃事件の準備を手伝い、ウサーマ・ビン・ラーディンのボディーガードもしていた、カラドとしても知られるイエメン人テロリスト。
- リズ（演：アニー・パリッセ）：オニールのニューヨークでの不倫相手の英語の教授。
- アイマン・ザワーヒリー（演：ナーサル・ファリス）：アルカイーダ創設者の一人。
- オキーフ将軍（演：マイケル・クインラン）
- ステットソン将軍（演：ケン・アーノルド）
- カーンズ（演：ジョーダン・レイジ）：2002年の9/11委員会（英語版）を監督する10人の委員の一人。
- マッケイブ（演：キンバリー・S・フェアバンクス）：2002年の9/11委員会（英語版）を監督する10人の委員の一人。
- ホダ・ハダ（演：ジュライ・ナミール）：アル＝ミダールの妻。
- ハリド・シェイク・モハメド（演：イブラヒム・レノ）：アルカイーダの広報活動指導者で、9.11攻撃の基本計画立案者。
- ナワーフ・アル＝ハズミ（英語版）（演：ネブラス・ジャマリ）：9.11攻撃の一部としてペンタゴンに墜落したアメリカン航空77便の5人のハイジャック犯の1人。
- レナード・ブリス（演：グレイグ・ロー）：CIAの近東部門長でシュミットとマーシュの上司。
- ビバリー（演：ジル・ダルトン）
- ジョージ・J・テネット（演：アレック・ボールドウィン）：CIA長官
- ジェイソン・サンチェス（演：ユル・ヴァスケス）：FBI副長官でニューヨーク支部のオニールの上司。
- モハメド・アル＝オワリ（英語版）（演：ユーセフ・ベロエイン）：1998年のアメリカ大使館爆破に関わったアルカイーダの一員。
- シェリ（演：ケイティー・フィナーラン（英語版））：ワシントンD.C.でのオニールの不倫相手。
- ワラ（演：モハマド・アシュラフ）
- アナス・アル＝リビ（演：アイマン・サマン）：1998年のアメリカ大使館爆破に関わったアルカイーダのコンピューター専門家。
- アブ・ジャンダル（英語版）（演：ザキ・ユーセフ）：アフガニスタンのアルカイーダのイエメン人メンバー。
- マリア・オニール（演：ターシャ・ローレンス）：ジョンの妻で、二人の娘の母親。
- ウィラ・オニール（演：アシュリー・レイヴァ）：ジョンの娘。
- セリア・オニール（演：アンジェラ・レイヴァ）：ジョンの娘。
- バーバラ・ボディン（英語版）（演：ジェニファー・イーリー）：アメリカ合衆国イエメン大使。オニールを嫌うようになり、オニールをFBIの上司に報告し、イエメンから追放させた。
- モハメド・アタ（演：ダーフィル・ラブディニ（英語版））：9.11攻撃のエジプト人ハイジャック犯で首謀者の一人。アメリカン航空11便を操縦し、同時攻撃の一環としてワールドトレードセンターのノースタワーに突っ込んだ。
- ジョン・チホイン（演：ジョー・コリガル）：CIAイエメン支局員。
- コンドリーザ・ライス（演：エイサ・デイヴィス（英語版））：ジョージ・W・ブッシュ政権の国家安全保障問題担当大統領補佐官。
- カミシュ将軍（演：アリ・スリマン）：イエメンで起きた米艦コール爆破事件を調査するオニールとスーファンを手助けするイエメンの将軍。
- オマール・アル＝バユミ（英語版）（演：サミ・カリム）：アル＝ハザミとアル＝ミダールに味方するサウジ政府の役人。

### ゲスト
- ジョン・ミラー（英語版）（演：C.J.ウィルソン（英語版））：アフガニスタンのヒンドゥークシュでウサーマ・ビン・ラディーンにインタービューするABCニュースのリポーター。
- ワディ・エル＝ハージュ（英語版）（演：ヴィンセント・エブラヒム）：ウサーマ・ビン・ラディーンの秘書で1998年のアメリカ大使館爆破に関わったアルカイーダのメンバー。
- エイプリル・ブライトスキー・レイ（演：ウェンディ・メイ・ブラウン）：エル＝ハージュの妻。
- トレントン・オクル（演：ユージン・ワナングワ・クンバニーワ（英語版））：ナイロビのアメリカ大使館の警備員であり、大使館爆破の目撃者で生存者。
- メアリー・ジョー・ホワイト（英語版）（演：ジェニファー・ダンダス（英語版））：ニューヨーク南部地区連邦検事。
- エレイン・カウフマン（英語版）（演：バーバラ・ローゼンブラット（英語版））：オニールが頻繁に食事したマンハッタンのレストランエレインズのオーナー。
- バリー・ジェイムズ（演：トニー・カラン）：スコットランドヤードの警部。
- アブ・ハムザ・アル＝マスリ（英語版）（演：オシュ・ガニマー）
- アフマド・アル＝ハダ（英語版）（演：ナエフ・ラシェド）：アルカイーダの「交換台」役を担った工作員。
- ジェームズ・ヒッキー（英語版）枢機卿（演：ロバート・ヴィンセント・スミス）：カトリック教会の枢機卿でワシントンD.C.の大司教（英語版）。ジョン・オニールとマリアの結婚式を執り行い、ジョンが婚姻の無効を求めて訪れる。
- ジャマル・アフマド・モハマンド・アル＝バダウィ（英語版）（演：ネザル・アルデラジ）：米艦コール攻撃の手助けをするイエメン人。
- ファローク・オスマン（演：ビジャン・ダネシュモンド（英語版））
- カーク・リッポルド（英語版）中佐（演：ドナルド・セイジ・マッケイ）：駆逐艦コールの艦長。
- ラリー・シルバースタイン（演：スチュワート・スタインバーグ）：シルバースタイン・プロパティーズ（英語版）の創始者。FBI退職後のオニールをワールドトレードセンターの保安責任者として迎え入れた。

## あらすじ
1998年のアルカーイダによるアメリカ大使館襲撃事件から2001年のアメリカ同時多発テロ事件に至るまでのCIAとFBIそれぞれの調査、相互不信、CIAによる情報隠匿が、2004年の公聴会での証言を交えて描かれる。
タンザニアとケニアの大使館が爆破された事件を受け、FBIの対テロ部門I-49の部門長のオニールは、イスラム教徒でアラビア語に堪能な新任のスーファンを頼りにして捜査を進める。CIAのアレック支局長のシュミットは、FBIによる干渉は害であると信じて情報を隠匿し、度重なる報復爆撃を主張して左遷される。後を継いだマーシュもシュミットの方針を順守する。やがてイエメンでアメリカ軍艦が爆破される事件が起き、FBIはアルカーイダの関与について疑いを深める。私生活の乱れからオニールは失策を犯して辞任を迫られ、世界貿易センタービルに転職する。その後もアルカーイダがアメリカの飛行学校に人員を送り込んでいることがわかるが、依然としてCIAはFBIに非協力を貫く。2001年9月11日に複数の航空機による同時多発テロが起き、オニールは死ぬ。ここに至ってCIAは初めて隠匿していた情報をFBIに渡し、シュミットは元の地位に呼び戻される。2004年の公聴会でも、CIA関係者やライス補佐官は証言をはぐらかし責任を認めない。

## エピソード
| 話数 | サブタイトル                           | 監督                 | 脚本                                                                                        | 公開日        |
| --- | -------------------------------------- | -------------------- | ------------------------------------------------------------------------------------------- | ------------- |
| 1 | 始まり Now It Begins...                | アレックス・ギブニー | 原案：ダン・フッターマン、アレックス・ギブニー、ローレンス・ライト 脚本：ダン・フッターマン | 2018年2月28日 |
| 1998年8月、FBI捜査官のアリ・スーファンは「I-49」と呼ばれるジョン・オニールの対テロ部隊に配属される。部隊はCIAから情報を引き出そうとしていたが、ケニアとタンザニアのアメリカ大使館が爆破される。 |                                        |                      |                                                                                             |               |
| 2 | 我が宗教の喪失 Losing My Religion      | ジョン・ダール       | 原案：ダン・フッターマン、アレックス・ギブニー、ローレンス・ライト 脚本：ダン・フッターマン | 2018年2月28日 |
| ケニアとタンザニアでの大使館同時爆破事件を受けて、FBI はアフリカで調査を開始し、CIA は反撃計画を練り始める。 |                                        |                      |                                                                                             |               |
| 3 | 犯された過ち Mistakes Were Made        | John Dahl            | Bash Doran                                                                                  | 2018年2月28日 |
| ショーネッシーとベネットはモハメド・アル＝オワリをとらえ、チェズニーの尋問によってナイロビのアメリカ大使館爆破の自白を得る。オニールとスーファンは2人目の容疑者であるアナス・アル＝リビの自宅を捜索するが、身柄を拘束するに足る証拠が見つからない。CIAでのスチュアートの最小限の情報閲覧権限は、FBIが難事件を解決するのを妨げる。シュミットは大統領にアフガニスタンのホースト州にあるアルカイーダの訓練キャンプを爆撃して報復するように説得する。 |                                        |                      |                                                                                             |               |
| 4 | 水銀 Mercury                           | アリ・セリム         | アダム・ラップ                                                                              | 2018年3月7日  |
| I-49はアフマド・アル＝ハダの電話番号を入手するが、盗聴はCIAに引き継がれる。アレック支局はこの結果としてクアラルンプールでのアルカイーダ・サミットを知るが、シュミットはこれ以上の空爆に消極的な上司と衝突する。シュミットは降格され、マーシュがアレック支局の責任者となる。 |                                        |                      |                                                                                             |               |
| 5 | 2000年問題 Y2K                         | アリ・セリム         | シャノン・ヒューストン                                                                      | 2018年3月14日 |
| イベントは大晦日まで続き、2000年問題（Y2K）に合わせたテロ攻撃の可能性は過去のものとなる。 |                                        |                      |                                                                                             |               |
| 6 | 戦場の少年 Boys at War                 | マイケル・スロヴィス | ダン・フッターマン                                                                          | 2018年3月21日 |
| アフガニスタンでは、アル＝ザワヒリが米国本土でのハイジャックを指揮するためにモハメド・アタを勧誘する。さらにインフィニット・リーチ作戦を生き延びた少年を、2人の協力者に合流させるためにイエメンに送り込む。この3人が米艦コール襲撃事件を実行する。オニールはフロリダでの退職準備セミナーの会場でブリーフケースを盗まれ、FBIに機密漏洩の可能性があったことを報告する。                                                                             |                                        |                      |                                                                                             |               |
| 7 | 将軍 The General                       | マイケル・スロヴィス | アリ・セリム                                                                                | 2018年3月28日 |
| オニールとスーファンは「コール」襲撃の調査のためにイエメンに赴き、マレーシアでの会議の立案者の一人であるタウフィーク・ビン・アタッシュと関わることができる。マーシュはマリノにアタッシュが最後に確認された場所を明かすことを拒否する。また、FBIに発見されることを恐れてアル＝ミダールとアル＝ハズミの監視写真を隠蔽する。 |                                        |                      |                                                                                             |               |
| 8 | 特別な関係 A Very Special Relationship | クレイグ・ジスク     | バッシュ・ドラン                                                                            | 2018年4月4日  |
| FBIはボディン大使の要請に従ってオニールをイエメンから遠ざける。スーファンは止まり、マレーシアとの繋がりを調べる。複数の同僚に迫られた結果、マーシュはFBIがアル＝ミダールとアル＝ハズミを特定するのに十分な知識を持っていると証明できれば、情報を共有し始めることに同意する。サンチェスは機密文書が入ったブリーフケースを盗まれたというニューヨーク・タイムズの記事を知り、面子を保つためにオニールを解雇する。                                    |                                        |                      |                                                                                             |               |
| 9 | 火曜日 Tuesday                         | クレイグ・ジスク     | アダム・ラップ                                                                              | 2018年4月11日 |
| ある男が飛行訓練の着陸部分を無視したことで警告を受けたことを知ったI-49は、アメリカの飛行学校に在籍するアラブ人で、他にも悪い要素のあるもののリストを要求する。マーシュは従うが、ファイル中の2人の男性が既知のアルカイーダ工作員である事実を曖昧にする。オニールはワールドトレードセンターで働き始め、一方アタのアルカイーダ組織は計画の最終決定を下す。                                                                                           |                                        |                      |                                                                                             |               |
| 10 | 9.11 9/11                              | クレイグ・ジスク     | ダン・フッターマン、アリ・セリム                                                            | 2018年4月18日 |
| 9月11日のテロ攻撃の後で、オニールの部隊の複数のメンバーがオニールと連絡を取ろうとする。一方、シュミットはアレック支局の元の地位に戻され、スーファンはついにアブ・ジャンダルと接触してアルカイーダが攻撃の背後にいることを確認するための尋問を開始する。9.11委員会の公聴会の場で、マーシュは自分の面子を保つためにハズミとミダールのファイルの扱いについて偽証する。                                                                               |                                        |                      |                                                                                             |               |

## 製作

### 開発
このプロジェクトは、アリ・スーファンとローレンス・ライトが、9月11日の同時多発テロ攻撃に至るまでの一連の書籍の権利に関して、さまざまなスタジオや制作会社からオファーを受けていることに気付いたことから始まった。二人は、HBOでライトのワンマンショー、『アルカイダへの旅』と Going Clear のテレビ化をすでに製作していた映画製作者のアレックス・ギブニーと会合をもった。ライトはギブニーとの共同作業について、「彼はドキュメンタリー作家であり、真実の重要性を理解している。私たちは塹壕にいた。私は彼を信頼するようになり、そしてそれが私が望んでいたことだった — 私が感じた誰かがこれらの非常に困難な道徳的問題を処理し、交渉することができた」と述べている。そのパートナーシップに続いて、チームはショーランナー候補へのインタビューを開始しました。彼らは、ある会議の後、すぐに脚本家のダン・フッターマンにたどり着き、シリーズの売り込みに取り組むことにした。宣伝文句を調整した後、彼らはプロジェクトとして HBO、Netflix、Amazonにアプローチした。礼儀として、彼らはまた、ストリーミングサービスがネットワークテレビ番組のエピソードをストリーミングするための単なる場所であると認識されているため、あまり考慮していなかったHuluにも連絡した。しかし、Huluとの会議の中で、彼らは直接のシリーズ注文、簡略化された開発プロセス、シリーズで描写された連邦政府機関からの圧力に屈しないという約束、そして彼らがそれまでに会ったどのサービスまたはネットワークのよりも大きな資金提供を提示された。このような条件からプロデューサー達は最終的に同社契約することを決定した。
プリプロダクションではプロデューサーは徹底的な下調べに何ヶ月も費やした。これには、アリ・スーファンと彼の妻、元国家安全保障会議の主席テロ対策アドバイザー、リチャード・クラーク。FBIのI-49部隊の元および現在のメンバー、そしてCIAの元メンバーを含む、彼らが命を吹き込んでいるキャラクターの実際の対応者へのインタビューが含まれていた。フッターマンは、ライトの著作の翻案に加えて、このシリーズはソーファンの著作 The Black Banners: The Inside Story of 9/11 the War Against al-Qaeda および 9/11 Commission Report からも引用したと述べている。
2016年9月、Huluはアレックス・ギブニー、ダン・フッターマン、ローレンス・ライトなどのエグゼクティブ・プロデューサーと共に、『倒壊する巨塔』のシリーズ化をLegendary Televisionに発注した。
限定シリーズは全10話で構成され、2017年に初公開されることが発表された。
後に、クレイグ・ジスクがシリーズのエグゼクティブ・プロデューサーでもあり、監督も務めることが報告された
。
最終的に、シリーズの全10話を演出するジスク、マイケル・スロヴィス、ジョン・ダール、アリ・セリム、アレックス・ギブニーの5人の監督が選ばれた。
番組の最初のエピソードはギブニーが監督し、エピソード6と7はスロヴィスが、エピソード8、9、10はジスクが監督を勤めた。シリーズのストーリーには複数の国際的なロケ地が必要で、最初の5つのエピソードでは７ヶ国と10都市を舞台とするシーンが含まれている。開発プロセスの早い段階で、ジスクとギブニーは、仲間の監督に撮影の選択肢を与えるために、何箇所かの国外のロケーションハンティングを行った。

### キャスティング
2017年1月、タハール・ラヒムがアリ・スーファンとしてシリーズの主役の1人にキャスティングされたことが発表された。2017年2月、マイケル・スタールバーグとビル・キャンプがシリーズのレギュラーとして発表され、それぞれリチャード・クラークとロバート・チェズニーとしてキャストされた。2017年3月、ジェフ・ダニエルズがジョン・オニール役にキャスティングされました。また、同月にはサリヴァン・ジョーンズ、ヴァージニア・カル、ルイス・キャンセルミ、ピーター・サースガード、レン・シュミット、エラ・リー・ペックがシリーズのレギュラーとしてキャスティングされたことが発表された。2017年5月、アレック・ボールドウィンがゲスト出演でジョージ・テネット役にキャスティングされた。
故オニール役にキャスティングされた後、ジェフ・ダニエルズはどのように演じるかについて苦労した。最終的に、オニールを知っている人々と話すことを含む、かなりのリサーチを行ったことを認めている。ある時、ロウアー・マンハッタンのバーで、何年も一緒に働いていたオニールの同僚10人と夜を過ごした。ダニエルズは「あの人たちと素晴らしい出会いがあり、角に出て、タクシーを拾うために向きを変えると、そこにワールドトレードセンターがあった。彼を感じるには、ジョンが何のために戦っているかという精神が必要だ」とコメントしている。

### 撮影
シリーズの撮影は2017年5月3日にニューヨークで始まり、世界中の何箇所もでの撮影が行われることになっていた。最終的に、製作には6ヶ月を要し、3つの大陸と6つの都市で撮影された。現実の物語が進行した場所の代わりに、さまざまな場所が使われた。実例としてはイエメンのシーンはモロッコで撮影され、パキスタンの景色のドローン空撮と、自動車での移動のショットはアフガニスタンを想起させるために使用された。製作の拠点は南アフリカのヨハネスブルグに据えられ、撮影の大部分はここで行われた。この都市は製作者が求める「視覚的多様性」を備えており、ナイロビ、タンザニア、イギリス、アルバニア、ラスベスガスなどとして撮影された。当初は本作を全て南アフリカで撮影する案もあったが、ジスクは後半をモロッコで撮影することを主張した。2017年8月、ブルックリンのリバーカフェで撮影が行われた。
プロダクション デザイナーのレスター・コーエンは、さまざまな設定を再現するために必要な資料を集めることができたのは、ライトとギブニーの連絡先リストとプロダクションの研究チームのおかげだと考えている。デザイン期間中、美術担当者はアフガニスタンでのツアーの写真を共有し、アート・コーディネーターの娘はナイロビの新聞アーカイブに入り込んで、1998 年の大使館攻撃の爆撃現場を再現するのを手伝った。これらの詳細は、ケープタウンの中央ビジネス地区を数週間閉鎖した巨大ながれきの山の設計に影響を与えた。また、アメリカで起こる物語の多くはオフィスで発生するため、アレック支局やニューヨークのFBIオフィスなどの、実用的なセットが作成された。

## 公開

### 市場開拓
2017年12月19日にHuluはシリーズの最初の予告編を複数の映像のコレクションと、キャストとスタッフのインタビューを含む "first-look" ビデオとして公開した。2018年1月11日、Huluはシリーズの最初の公式トレイラーを公開した。

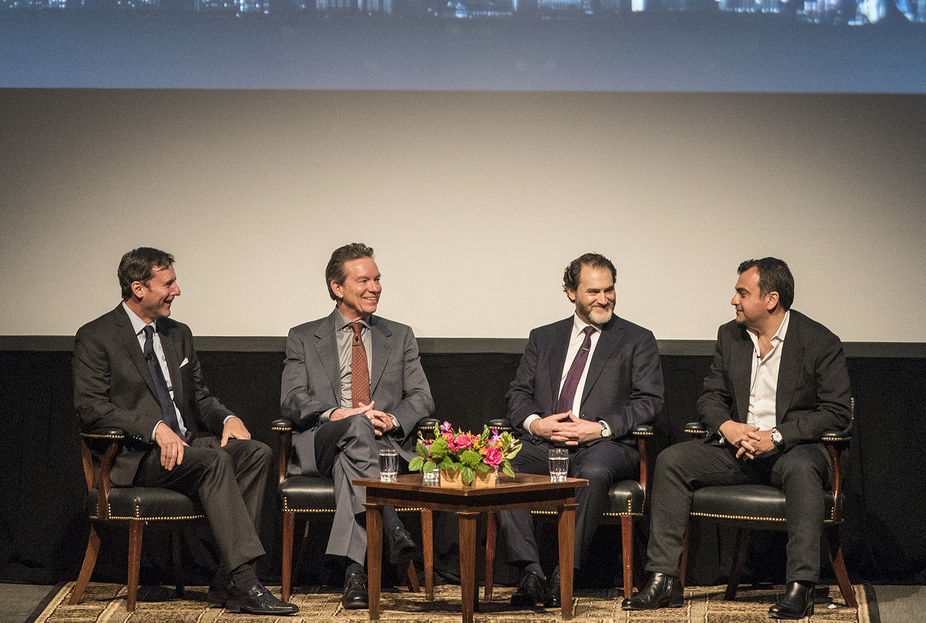
リンドン・ジョンソン大統領図書館で『倒壊する巨塔』上映後のディスカッションに参加する（左から）マーク・アップデグローヴ、 ローレンス・ライト、マイケル・スタールバーグおよびアリ・スーファン

### 初公開
2018年2月13日、ワシントン・ポストは第1話の上映会を開催した。上映後、ジャーナリストのデイヴィッド・イグネイシャスが司会を務め、ジェフ・ダニエルズ、タハー・ラヒム、ピーター・サースガード、レン・シュミット、ダン・フッターマン、アレックス・ギブニー、ローレンス・ライト、アリ・スーファンとの質疑応答セッションが行われた。
2018年2月15日、シリーズはニューヨーク市のパリ劇場で公式公開された。2018年2月20日、シリーズはベルリンのツォー・パラスト映画館で毎年開催されるベルリン国際映画祭で国際プレミア上映された。
2018年2月17日、リンドン・ジョンソン大統領図書館で第1話が上映された。上映後、リンドン・ジョンソン基金のマーク・アップデグローヴ会長が、ローレンス・ライト、マイケル・スタールバーグ、アリ・スーファンとの質疑応答セッションの司会を務めた。2018年5月1日、フランスのリールにあるル・マジェスティック映画館で開催されたシリーズ・マニア・フェスティバルで、第1話と第2話 が上映された。このフェスティバルの「Best of USA」シリーズのプログラムで、他の7つのテレビ番組とともに上演された。

### 配信
アメリカ合衆国以外の地域ではAmazon Videoを通じて配信された。イギリスではシリーズは2018年3月1日に公開開始され、以降のエピソードはその後の7週間に渡って毎週公開された。また2019年4月26日からBBC Twoで毎週放送され、iPlayerでの見逃し配信も行われた。ドイツとオーストリアでは2018年3月9日に公開された。

### 家庭用メディア
2018年9月18日に『倒壊する巨塔』のBlu-rayディスクとDVDが発売された。ディスクセットには4つの撮影風景動画が含まれ、第1話と最終話にはオーディオコメンタリーがついていた。

## 評価

### 評論家の反応
『倒壊する巨塔』は評論家に好意的に受け入れられた。レビュー集約ウェブサイトRotten Tomatoesでは、このシリーズは88%の支持を得ており、60件のレビューに基づく平均評価は10点中7.44点となっている。ウェブサイトの批判的なコンセンサスは「演技が上手く、力強い脚本の『倒壊する巨塔』は実際の出来事に根差すことによって、より冷静に効果的で魅力的な対テロドラマを提供している」となっている。加重平均を使用するMetacriticは25人の批評家に基づいてシリーズに100点満点中74点を割り当て、「一般的に好意的なレビュー」を示している。
ワシントン・ポスト紙のハンク・ステューバーは、このシリーズの「クールで魅力的なペースと調子」を称賛し、「タハール・ラヒムは、オニールの部隊のイスラム教徒のアメリカ人エージェントであるアリ・スーファンとして、スマートで誠実なパフォーマンスを発揮している」とコメントした。ハリウッド・リポーター誌のダニエル・フィーンバーグはこのシリーズを称賛し、「『倒壊する巨塔』はストーリーテラーへの信頼と、半分忘れられていた歴史の知識の性急な組み合わせを要求する。それがなければ、このシリーズは本質的にうまく撮影され、見事にキャストされ、動きの速い『HOMELAND』のシーズンのようであり、実際の『HOMELAND』の現在のシーズンよりも優れている」と述べている。肯定的なレビューで、バラエティ誌のモーリーン・ライアンは、番組は「物語のささいで悲劇的な要素を軽視しない、アクセスしやすく、啓発的なシリーズ」であると述べた。タイム誌ダニエル・ダダリオは、この番組を「魅力的で関連性のあるシリーズ。9月11日より前の数年間を再現し、政府の無謀さについて暗く皮肉な話をする企画として成功した」とコメントした。否定的なレビューでは、ウェブサイトコライダーのクリス・キャビンは、シリーズを「教訓的で中途半端な行為であり、事実を洞察として、登場人物を知性の複合体伝えようとする試み。アルカイーダがアメリカ史上最大のテロ攻撃を実行するに至った複雑な人間関係やばかげたペニス測定コンテストを追跡するのではなく、ギブニー、ライト、およびその他のクリエイティブ チームは、個人的なドラマをオフィスで様々な音量で行われる議論や討論の連続に過ぎないものとして煮詰めている」と批判している。

### 受賞とノミネート
| 賞                                                     | 分野                                                           | 候補者 | 結果       | 脚注          |
| ------------------------------------------------------ | -------------------------------------------------------------- | --- | ---------- | ------------- |
| 第70回プライムタイム・エミー賞                         | 主演男優賞リミテッド・シリーズ/テレビ映画部門                  | ジェフ・ダニエルズ | ノミネート | [ 40 ] [ 41 ] |
| 第70回プライムタイム・エミー賞                         | 主演男優賞リミテッド・シリーズ/テレビ映画部門                  | マイケル・スタールバーグ | ノミネート | [ 40 ] [ 41 ] |
| 第70回プライムタイム・エミー賞                         | 監督賞リミテッド・シリーズ/テレビ映画部門/スペシャルドラマ     | クレイグ・ジスク （「9.11」） | ノミネート | [ 40 ] [ 41 ] |
| 第70回プライムタイム・クリエイティブ・アート・エミー賞 | キャスティング賞リミテッド・シリーズ/テレビ映画/スペシャル部門 | Avy Kaufman、Leo Davis、Lissy Holm、Moonyeenn Lee                                                                                  | ノミネート | [ 40 ] [ 42 ] |
| 第9回批評家選出テレビ賞                                | 最優秀助演賞映画/ミニシリーズ部門                              | ピーター・サースガード | ノミネート | [ 43 ]        |
| 第34回Artios賞                                         | 最優秀キャスティング賞ドラマパイロット版および第1シーズン部門  | Avy Kaufman | ノミネート | [ 44 ]        |
| 第71回全米脚本家組合賞                                 | 長編テレビ化部門                                               | バッシュ・ドラン、ダン・フッターマン、アレック・ギブニー、シャノン・ヒューストン、アダム・ラップ、アリ・セリム、ローレンス・ライト | ノミネート | [ 45 ]        |
| 第23回サテライト賞                                     | 最優秀ミニシリーズ部門                                         | 『倒壊する巨塔』 | ノミネート | [ 46 ] [ 47 ] |
| 第23回サテライト賞                                     | 最優秀俳優賞ミニシリーズ/テレビ映画部門                        | ジェフ・ダニエルズ | ノミネート | [ 46 ] [ 47 ] |

## 潜在的な続編
このミニシリーズが十分に成功すれば続編が作られる可能性があると言われている。プロデューサーの間では初期の話し合いが始まっており、そのコンセプトはムスリム同胞団の誕生を軸としたものになっている。